# Grafschaft Metz
Die Grafschaft Metz entstand aus dem fränkischen Metzgau. Schon im 9. Jahrhundert vollzog sich der Übergang von der karolingischen Gaugrafschaft zur erblichen Lehensgrafschaft. Es sind zwei Perioden des Metzer Grafentums zu unterscheiden: es scheint, dass das Adelsgeschlecht der Matfriede einen vom König verliehenen Grafentitel besaß, während die Folmare und Dagsburger Lehnsnehmer des Bischofs von Metz waren. 
Die Ernennung des ersten Vertreters aus dem Geschlecht der Matfriede, Adalhard II., zum Grafen von Metz scheint mit der Machtübernahme Ludwigs III. zusammenzuhängen. Bei der Karolingischen Reichsteilung 865 bekam dieser sein Teilreich mit dem ostfränkischen Franken zugewiesen und verlobte sich im gleichen Jahr mit der Schwester Adalhards. Er musste die Verlobung auf Drängen seines Vaters zwar wieder lösen. Nachdem aber 870 mit dem Vertrag von Meerssen auch das östliche Lotharingien mit Metz unter seine Herrschaft gekommen war, erscheint Adalhard als Graf von Metz.
Die Grafschaft Metz blieb für fast zwei Jahrhunderte bei den Matfrieden. Als die Matfriede 1047 von Kaiser Heinrich III. den Titel eines Herzogs von Lothringen erhielten, führten sie den Grafentitel nicht mehr. 
Die nächsten Träger des Grafentitels von Metz entstammten jener Linie der Folmare, welche zunächst in Lunéville, später auch in Hüneburg und Hombourg residierten und als Stifter und Vögte der Klöster St. Rémy (Lunéville), Lixheim und Beaupré hervortraten. Es liegt nahe, dass zwischen Folmar V. und Theoger, dem Reformabt von St. Georgen und Bischof von Metz, verwandtschaftliche Beziehungen bestanden.
Nach dem Aussterben der Folmare in männlicher Linie fiel der Titel in weiblicher Linie an die Grafen von Dagsburg. Nach dem Tode von Gertrud von Dagsburg 1225 zog das Bistum Metz nach den ursprünglich an die Grafschaft Dagsburg vergebenen Lehen (Herrenstein, Türkstein, Saarburg und Saaralben) auch die Grafschaft Metz als erloschenes Lehen ein.

## Liste der Grafen von Metz
- 825–841: Adalbert aus dem Geschlecht der Hattonen, 825 bezeugt, † 13. Mai 841 in der Schlacht an der Wörnitz, Graf von Metz, dux Austrasiorum
- 842–862: Buvinus von Vienne, Graf von Metz (842/862 bezeugt), Sohn des westfränkischen Grafen Richard von Amiens, Laienabt von Gorze, Schwager König Lothars II., Namensgeber der Buviniden

### Matfriede
- <11.4.882–890: Adalhard II. von Metz († 2. Januar 890), Sohn von Adalhard, dem Seneschall Kaiser Ludwigs des Frommen und Schwiegersohn von Matfried II., Graf im Eifelgau, kämpfte am 11. April 882 mit den Bischöfen Wala von Metz und Bertolf von Trier in der Schlacht bei Remich gegen die Wikinger
- ???–910: Gerhard I. († 910), dessen Sohn, Graf im Metzgau, tötete am 13. August 900 in der Schlacht von Susteren König Zwentibold und ehelichte dessen Witwe, Oda von Sachsen, Tochter des Herzogs Otto der Erlauchte (Liudolfinger)
- 926–930: Matfried († 930), dessen Bruder, 926 Graf im Metzgau; ⚭ Lantsind, Tochter Graf Radalds, Schwester des Bischofs Dado von Verdun
- 930–944: Adalbert I. (~ *900, † 944), dessen Sohn, verheiratet mit Luitgard von Aachen (* 900), Tochter Graf Wigerichs[1] von Aachen und der Kunigunde von Lothringen.
- 944–963: Gerhard II., 963 Graf von Metz, Vogt von Remiremont, Enkel von Gerhard I., Sohn von Gottfried von Jülich und Ermentrude
- 963–982: Richard, 968/986 bezeugt, möglicher Sohn von Graf Matfried, Graf von Metz
- 982–1022: Gerhard III. († 1024/25), Graf von Metz und im Saargau, Sohn oder Neffe von Richard; ⚭ Eva, Tochter von Siegfried I. von Luxemburg und Schwester der Kaiserin Kunigunde [55] und [56]. Er stand mit den mit ihm verschwägerten luxemburgischen Brüdern und mit den Bischöfen Theoderich II. von Metz und Adalbero von Trier in Opposition zu Kaiser Heinrich II. in der 1008–1017 währenden Moselfehde um die Besetzung des erzbischöflichen Stuhls von Trier. Im gemeinsamen Kampf mit seinem Neffen, dem späteren Kaiser Konrad, gegen Gottfried I. von Niederlothringen geriet sein einziger Sohn in Gefangenschaft und starb.
- 1022–1033: Adalbert II. (* vor 974, † 1033 in Bouzonville), Bruder von Gerhard III., stiftet die Abtei Bouzonville; ⚭ vor 979, Judith/Jutta „von Öhningen“, 980/1032 bezeugt, † 27. Juli 1033/38, Tochter des Herzogs Konrad I. von Schwaben, Witwe von NN, wohl von Rheinfelden, begraben in Bouzonville (Konradiner) [58] und [59]
- 1033–1045: Gerhard IV. († 1044/1045), Sohn von Adalbert II.

### Folmare – Herren von Lunéville–Hombourg

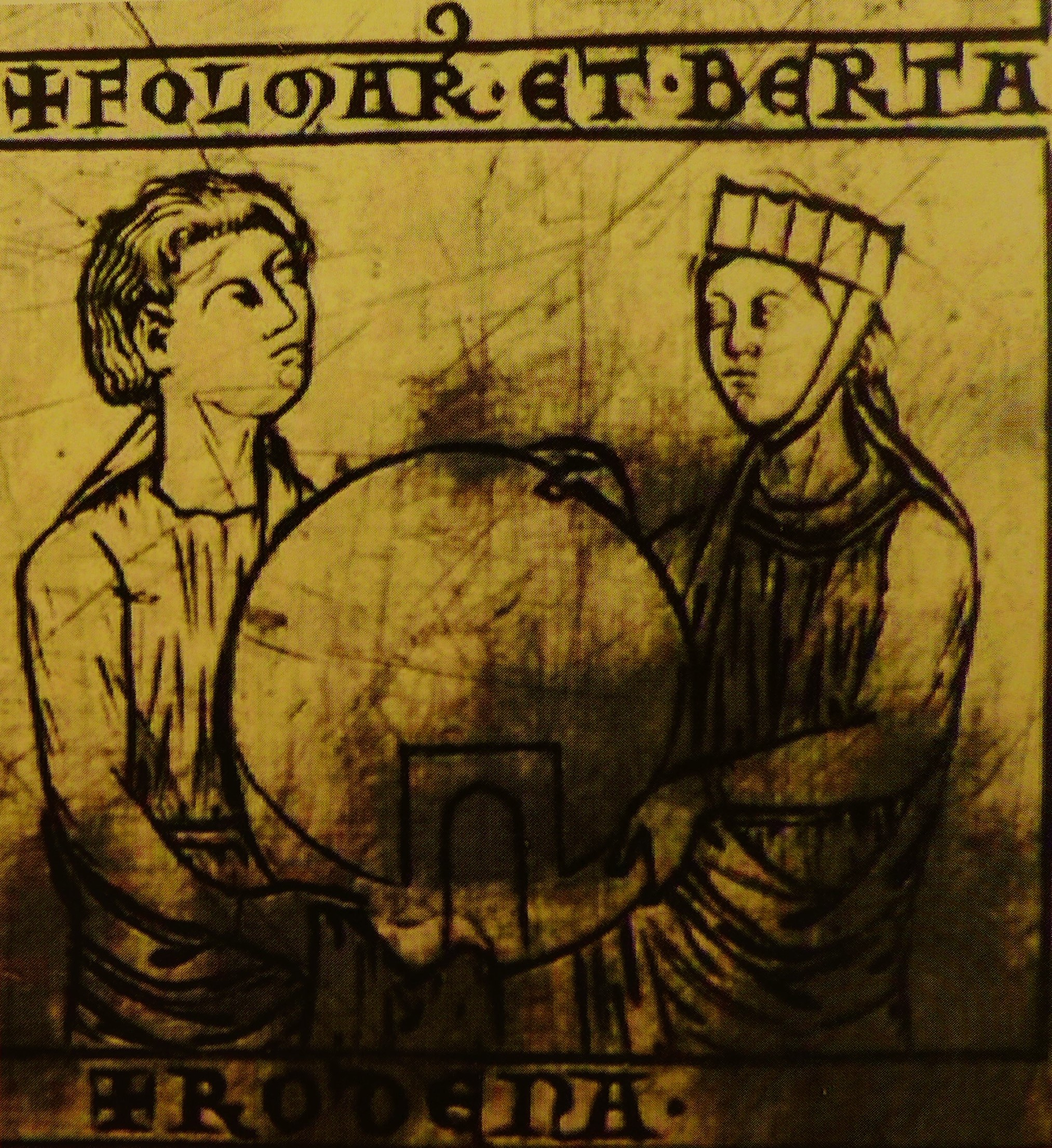
Die Adelige Berta und ihr Ehemann Folmar I., Graf von Metz sowie Graf im Bliesgau und Saargau, übergeben das Königsgut Rodena als fromme Stiftung an das Kloster Mettlach, Goldgravur auf der Rückseite der Mettlacher Staurothek aus dem 13. Jahrhundert

- 982–995: Folmar I. Graf im Bliesgau; ⚭ Bertha
- 995–1026: Folmar II., († 1026 oder später), Gründer von St. Rémy in Lunéville, Graf im Bliesgau; ⚭ Gerberga; († 1051?, Graf von Metz?)
- 1029–1056: Gottfried I., † <1056, (Graf von Metz? und) Vogt von St. Rémy (Lunéville) (1029–1052)
- 1056–1075: Folmar IV., Graf von Metz (und Hombourg?, † 1075?) 1055/1075; ⚭ Suanehilde
- 1075–1111: Folmar V., † 25. Juni 1111, Graf von Metz, Hüneburg und Lunéville, Domvogt von Metz, Gründer von Kloster Lixheim 1107
- 1111–1145: Folmar VI., Graf von Metz und Hombourg, † 1145, begr. Kloster Beaupré, ⚭ Mathilde, Tochter von Albert I. von Egisheim, Graf von Dagsburg, und Ermensinde von Luxemburg
- 1145–1159: Hugo, Graf von Metz (1157) und Hombourg (1147), Sohn von Folmar V., ⚭ Kunigunde, Tochter des Wildgrafen Gerhard, die Ehe blieb ohne Erben
- 1145–1171: Folmar VII., Bruder von Hugo, † 1171 oder später, Graf von Lunéville 1160

### Etichonen – Grafen von Dagsburg
- 1171–1178: (Heinrich-)Hugo X., Graf von Dagsburg und Metz, 1137/78 bezeugt, Neffe Folmars VI.
- 1178–1212: Albert II., 1175 Graf von Dagsburg, † 1212, Sohn Hugos X.
- 1212–1225: Gertrud, * 1205/06, † vor 1225, Tochter Alberts II., 1223 Gräfin von Metz und Moha[2]; ⚭ (I) Ende 1215 Theobald I. (1213 Herzog von Lothringen, 1216 Graf von Dagsburg und Metz, † 1220), die Ehe blieb kinderlos; ⚭ (II) 1220 Theobald VI. von Champagne, 1223 Ehe kinderlos aufgelöst; ⚭ (III) 1223 Simon von Saarbrücken, Graf von Leiningen, Ehe kinderlos.